# Меморіал Івана Глінки 2011
Меморіал Івана Глінки (англ. Ivan Hlinka Memorial) — 21-й міжнародний юніорський хокейний турнір.

## Група АБржецлав
| М  | Команда   | І | В | ВО | ПО | П | Ш    | О |
| -- | --------- | - | - | -- | -- | - | ---- | - |
| 1. | Швеція    | 3 | 3 | 0  | 0  | 0 | 14:7 | 9 |
| 2. | Канада    | 3 | 2 | 0  | 0  | 1 | 13:6 | 6 |
| 3. | Чехія     | 3 | 1 | 0  | 0  | 2 | 7:12 | 3 |
| 4. | Швейцарія | 3 | 0 | 0  | 0  | 3 | 4:13 | 0 |

- Канада -  Швеція 1-5 (0-2,0-2,1-1)
- Чехія -  Швейцарія 3-1 (1-0,1-0,1-1)
- Швеція -  Швейцарія 4-3 (1-1,2-1,1-1)
- Чехія —  Канада 1-6 (0-0,1-4,0-2)
- Швейцарія -  Канада 0-6 (0-4,0-1,0-1)
- Чехія -  Швеція 3-5 (3-2,0-1,0-2)

## Група ВП'єштяни
| М  | Команда    | І | В | ВО | ПО | П | Ш     | О |
| -- | ---------- | - | - | -- | -- | - | ----- | - |
| 1. | Росія      | 3 | 2 | 0  | 1  | 0 | 12:8  | 7 |
| 2. | Фінляндія  | 3 | 2 | 0  | 0  | 1 | 17:8  | 6 |
| 3. | США        | 3 | 0 | 2  | 0  | 1 | 13:15 | 4 |
| 4. | Словаччина | 3 | 0 | 0  | 1  | 2 | 9:20  | 1 |

- Фінляндія -  США 6-3 (3-3,1-0,2-0)
- Словаччина -  Росія 2-5 (2-1,0-2,0-2)
- США -  Росія 5-4 ОТ (1-1,1-0,2-3,1-0)
- Словаччина -  Фінляндія 2-10 (1-3,0-4,1-3)
- Росія -  Фінляндія 3-1 (1-1,2-0,0-0)
- Словаччина —  США 5-6 Б (3-2,1-1,1-2,0-0,0-1)

## Плей-оф 5 - 8 місця

### Матч за 7 місце
- Словаччина —  Швейцарія 0-6 (0-2,0-2,0-2)

### Матч за 5 місце
- Чехія —  США 1-3 (0-1,0-0,1-2)

## Плей-оф 1 - 4 місця

### Півфінали
- Швеція -  Фінляндія 4-3 ОТ (0-1,2-0,1-2,1-0)
- Росія -  Канада 0-5 (0-1,0-3,0-1)

### Матч за 3 місце
- Росія -  Фінляндія 2-1 Б (0-0,1-1,0-0,0-0,1-0)

### Фінал
- Швеція -  Канада 1-4 (0-1,1-1,0-2)